# Roger Esteller
Roger Esteller Juyol (* 6. Juli 1972 in Barcelona) ist ein ehemaliger spanischer Basketballspieler.

## Werdegang
Esteller wuchs in Barcelona im Stadtviertel Sants auf, er spielte als Jugendlicher im Nachwuchsbereich von Grupo IFA Granollers und des FC Barcelona. In der Saison 1990/91 bestritt er seine ersten Spiele in der Liga ACB. Zu den Stärken des 1,91 Meter großen Esteller gehörten seine ausgereifte Technik sowie sein Distanzwurf, während er körperlich gegenüber vielen Spielern Nachteile besaß.
1991 wurde er mit dem FC Barcelona spanischer Pokalsieger und Vizemeister. Er spielte zunächst bis 1993 für die Mannschaft. Beim Ligakonkurrenten TDK Manresa wurde er zum Leistungsträger und kehrte nach der Saison 1995/96, in der er für Manresa in der Liga ACB 14,6 Punkte je Partie erzielte und mit dem Verein den Pokalwettbewerb gewonnen hatte, zum FC Barcelona zurück. Die Saison 1998/99 wurde durch den Gewinn der spanischen Meisterschaft und den Gewinn im Europapokal Korać-Cup gekrönt. Der Sieg im Korać-Cup rückte für den FC Barcelona nach der 77:93-Niederlage im Finalhinspiel gegen CB Estudiantes in weite Ferne, Esteller und seine Mannschaftskameraden gewannen unter der Leitung von Trainer Aíto García Reneses aber das Rückspiel mit 97:70 und waren somit Gesamtsieger. Esteller trug zum Sieg im Rückspiel zwölf Punkte bei. Die beste Punktausbeute in der Liga ACB seiner Zeit beim FC Barcelona erreichte Esteller im Spieljahr 1997/98 mit 12,5 Punkten je Begegnung.
Nach einer Saison bei Tau Cerámica (1999/2000) wechselte Esteller nach Frankreich und spielte von 2000 bis 2002 bei EB Pau Orthez. 2001 wurde er unter anderem an der Seite des jungen Boris Diaw französischer Meister und anschließend als erster nicht aus den Vereinigten Staaten stammender Spieler als bester ausländischer Spieler der französischen Liga ausgezeichnet. 2002 errang er mit Pau Orthez den Sieg im französischen Pokalwettbewerb.
Esteller kehrte nach Spanien zurück und stand in der Saison 2002/03 bei Unicaja Málaga, von 2003 bis 2005 bei Plus Pujol Lleida und 2004/05 bei CB Gran Canaria unter Vertrag. Insgesamt bestritt er während seiner Laufbahn 483 Einsätze in der Liga ACB. Er erhielt zu Spielerzeiten den Spitznamen „El Tigre de Sants“ (deutsch: Der Tiger von Sants).

### Nationalmannschaft
Esteller nahm mit Spaniens Nationalmannschaft an den Europameisterschaften 1997 und 1999 teil, 1999 gewann er mit der Auswahl die Silbermedaille.